# Школа програмування Ш++
Школа програмування Ш++ (скор. «Ш++») — безкоштовний навчальний заклад неформальної освіти, заснований у 2012 році в Кропивницькому.

## Історія
Програміст Роман Шмельов викладав програмування школярам м. Кіровоград (зараз Кропивницький) з 2011 року за власною освітньою програмою на волонтерських засадах. У вересні 2012 року, разом з викладачем Кіровоградського кібернетико-технічного коледжу Анатолієм Книшуком, Роман Шмельов заснував комерційний проєкт з навчання програмуванню людей віком від 18 років. У жовтні 2012 року проєкт отримав назву «Приватна школа програмування Ш++» (коротка назва «Ш++»), і його засновники взяли в оренду приміщення площею 50 м² по вулиці Тімірязєва (зараз вулиця Тараса Карпи), в якому проводились заняття.
У період з жовтня 2012 року до травня 2015 року у Ш++ навчання пройшло 9 груп за напрямками веброзробка та розробка мобільних додатків, в кожній по 5-15 учнів віком від 18 до 45 років. Студенти дев'ятої групи були останніми, хто платив за навчання у Ш++.
У липні 2014 року засновники Ш++ взяли в оренду приміщення на березі річки Інгул, де до лютого 2015, за фінансування Романа Шмельова, було зроблено ремонт.
З лютого 2015 року в приміщенні по провулку Василівському Романом Шмельовим відкрито Креативний IT-простір KOWO, на базі якого функціонує Ш++.
В липні 2015 року засновники Ш++ разом з волонтерами-програмістами створили неприбуткову громадську організацію «Молодіжна громадська організація КОВО», метою якої є розвиток IT у Кропивницькому, а Ш++ є одним з проєктів організації. Приватна школа програмування Ш++ була перейменована у «Школа програмування Ш++», навчання у школі стало безкоштовним, а навчальну програму було змінено: навчальний процес розділено на два етапи, а для того щоб вступити на навчання, студенту потрібно скласти вступне тестування.
На першому етапі студенти вивчають основи програмування та комп'ютерних наук за програмою курсу CS106a від Стенфордського університету. З лютого 2016 до лютого 2018, в рамках програми Technology nation від фонду «BrainBasket», основи програмування студенти Ш++ могли вивчати за програмою курсу CS50 від Гарвардського університету.
Навесні 2017 року у партнерстві з фондом «BrainBasket» в рамках програми «Technology nation kids», волонтери почали навчати у Ш++ школярів віком від 8 до 11 років. На початку 2018 року Ш++ долучилась до всеукраїнської мережі безкоштовних клубів програмування CodeClub для школярів.
У листопаді 2017 року в Ш++ в якості експерименту розпочала навчання група у форматі peer-to-peer (рівний-рівному) — формат навчання без наставників, під час якого студенти перевіряють домашнє завдання один одного. За результатами навчання експериментальної групи, волонтерами Ш++ було розроблено методологію та навчальний вебпортал для навчання студентів без груп та наставників. З листопада 2018 року етап вивчення комп'ютерних наук у Ш++ відбувається тільки у форматі рівний-рівному на власному вебпорталі Ш++.
В жовтні 2019 року, ГО «Інша Освіта» запустила навчальний курс з вивчення програмування за методологією Ш++ у форматі рівний-рівному в Івано-Франківську.

## Філософія
Основна філософія проєкту — дати можливість навчатися всім без винятку. Навчитися не просто програмувати, а вчитися самостійно, шукати інформацію для вирішення проблем і досягати результату, не покладаючись на викладача або програму.
З моменту перезапуску школи програмування у форматі безкоштовного соціального проєкту, Ш++ просуває культуру волонтерства: деякі студенти школи добровільно повертаються після випуску з Ш++ у якості менторів-волонтерів.
Економічна модель Ш++ сформована ідеєю просування культури благодійності: фінансування школи частково відбувається за пожертви вдячних випускників.
Мотивація волонтерів-викладачів полягає у наявності замотивованих студентів, і навпаки.
Якщо висловити нашу філософію коротко: гарним викладачам — гарних студентів. Студенти зазвичай прагнуть добрих знань, справжніх наставників. З іншого боку, викладачі в наших університетах розчаровуються, адже стикаються там із бюрократією, їм доводиться навчати невідомо чому за невідомо якими програмами. До того ж і студенти часом не зовсім гарні… У нас немає часу на все це, ми відсікаємо зайве. Знаходимо хороших людей, які щиро хочуть ділитися своїми знаннями. І з іншого боку, намагаємося не розчаровувати наставників, даючи їм гарних студентів.

## Особливості навчання
Діти з 8 до 11 років навчаються у групах по 10 учнів за трьома напрямками, залежно від віку учнів: Scratch (для дітей 8-9 років), HTML/CSS (для дітей 10 років), Python (для дітей 11 років). Один навчальний курс триває 4 місяці.
Підліткам віком з 12 до 17 років, викладаються основи програмування мовою JavaScript. Учні мають одне обов'язкове перше заняття, на якому отримують Конспект і роз'яснення по роботі з матеріалом. З другого заняття підлітки у Ш++ вивчають матеріал самостійно або приходять до школи програмування для спілкування з іншими учнями і волонтерами-викладачами. Тривалість навчання залежить від швидкості проходження матеріалу самим учнем: в середньому 3-6 місяців.
Для дорослих студентів, віком від 17 років у Школі програмування Ш++ навчання проходить у 2 етапи. На першому етапі діє система навчання за форматом peer-to-peer, за якої всі, хто склав вступне тестування, можуть навчатися без груп і менторів, отримуючи навчальний матеріал на вебпорталі, який розробили волонтери школи. Програма, за якою навчаються дорослі — це перекладена та адаптована навчальна програма з вивчення основ програмування мовою Java Стенфордського університету. Навчання за програмою триває від 3 місяців. На другому етапі студенти обирають профільний напрям програмування і вивчають його з волонтером-ментором впродовж ще 4-6 місяців.
Всі викладачі проєкту є волонтерами і практикуючими програмістами за основним видом зайнятості.

## Досягнення
Одним з показників успішності школи є рівень працевлаштування дорослих студентів і зміна професій: професію програміста обрали колишні працівники шахти, правоохоронних органів, водії.
Команда Креативного ІТ-простору KOWO виграла 25 000 гривень на хакатоні MediaHackWeekend у 2016 році.
Координатору і співзасновнику Ш++ Роману Шмельову було присуджено премію Кабінету Міністрів України за особливі досягнення молоді у розбудові України за 2018 рік. Грошову премію вручили «за впровадження творчих та новітніх ідей у створенні та веденні бізнесу, створення нових робочих місць, освіту та працевлаштування соціально уразливих категорій населення, у тому числі осіб з особливими потребами, внутрішньо переміщених осіб тощо».

## Проєкти
Щовесни, починаючи з 2014 року, волонтери Ш++ організовують молодіжний IT-фестиваль Vesnasoft, який є найбільшою за кількістю відвідувачів IT-подією Кропивницького.
Щоліта, починаючи з 2017 року, волонтери Ш++ організовують безкоштовні літні IT-табори для підлітків.
У 2017 році студенти Ш++ розробили мобільний застосунок «Місто для всіх» — карта доступності для людей з інвалідністю.
Руслан Коптєв, студент Ш++, розробив прототип робота «Riveroni», який очищує річку Інгул від сміття влітку 2017 року.